# Anomiopus pictus
Anomiopus pictus là một loài bọ cánh cứng trong họ Bọ hung (Scarabaeidae).